# Ben Artmann
Ben Artmann (* 1982 in Köln) ist ein deutscher Theater- und Filmschauspieler.

## Leben
Von 2000 bis 2004 studierte Artmann am Zentrum für Schauspiel Köln-Poll Schauspiel und von 2003 bis 2004 absolvierte er einen Schauspielkurs bei Mark Zak. Begleitend zu seinem Schauspielstudium spielte er im Kölner Theater Das Spielbrett. Nach einer zweijährigen Zwischenstation am Theater Orangerie im Volksgarten, gehörte er von 2006 bis 2010 zum Ensemble des Theater am Schlachthof Neuss. 2008 erhielt er für seine Rolle in Party mit totem Neger den Jurypreis und Publikumspreis des Theaterfestival Ratingen. 2019 stellte er im Stück Wir sind Borussia von Martin Maier-Bode den langjährigen Sportjournalisten und Fernsehmoderator Gerhard Delling dar.
Seit 2009 ist Artmann zusätzlich als Filmschauspieler tätig. 2015 verkörperte er in drei Episoden der Fernsehserie Lindenstraße die Rolle des Stefan Prescher. 2017 erhielt er für seine Leistungen im 2016 erschienenen Kurzfilm Paris, 1969 den 1. Preis beim Label Maison du Film Paris. Er wirkte 2015 bzw. 2020 in den Fernsehreihen Die Füchsin und Wilsberg mit.

## Theater
- 2002: Fegefeuer in Ingolstadt, Regie: Thomas Wenzel (Theater Das Spielbrett)
- 2003: 4.48 Psychose, Regie: Ian Halcrow (Theater Das Spielbrett)
- 2003: Der grüne Kakadu, Regie: Svetlana Fourer (Theater Das Spielbrett)
- 2003: Paul liebt Ly, Regie: Wolfgang Trautwein (Theater Das Spielbrett)
- 2004: Klassenfeind, Regie: Sascha Bruhn (Theater Orangerie im Volksgarten)
- 2006: Das Attentat, Regie: Rolf Bidinger (Theater Orangerie im Volksgarten)
- 2006: Kick & Rush, Regie: Bianca Künzel (Theater am Schlachthof Neuss)
- 2006–2007: Hysterikon, Regie: Michael Hewel (Theater am Schlachthof Neuss)
- 2006–2007: Emil und die Detektive, Regie: Jens Kipper (Theater am Schlachthof Neuss)
- 2007: Romeo und Julia, Regie: Martin Maier-Bode (Theater am Schlachthof Neuss)
- 2007–2008: Sterntaler, Regie: Johann Wild (Theater am Schlachthof Neuss)
- 2007–2008: Kochen mit Elvis, Regie: Christian Fuchs (Theater am Schlachthof Neuss)
- 2007–2009: Late Night Porno
- 2008: And Björk, of course, Regie: Jens Kipper (Arkadas Theater - Bühne der Kulturen)
- 2008: Frauen am Rande des Nervenzusammenbruchs, Regie: Jens Kipper (Theater am Schlachthof Neuss)
- 2008: Party mit totem Neger, Regie: Michael Hewel (Theater am Schlachthof Neuss)
- 2009: Baal, Regie: Hiltrud Kissel, (Studiobühne Köln)
- 2009–2010: Tosca, Regie: Michael Hewel (Theater am Schlachthof Neuss)
- 2009–2010: Salome, Regie: Johann Wild (Theater am Schlachthof Neuss)
- 2012: Immer Ärger mit der Prüfung, Regie: Siegfried Bast (IHK Tourneetheater)
- 2019: Wir sind Borussia, Regie: Martin Maier-Bode (Borussiapark Mönchengladbach (Red Box))

## Filmografie (Auswahl)
- 2009: Ab jetzt sind wir anders
- 2010: Die Suche nach (Kurzfilm)
- 2013: Heldt (Fernsehserie, Episode 1x02)
- 2014: Götz von Berlichingen (Fernsehfilm)
- 2014: Glaring Youth (Kurzfilm)
- 2015: Lindenstraße (Fernsehserie, 3 Episoden)
- 2015: Die Füchsin: Dunkle Fährte (Fernsehfilm)
- 2015: Die Salzprinzessin (Fernsehfilm)
- 2016: Paris, 1969 (Kurzfilm)
- 2017: Detour (Fernsehfilm)
- 2019–2020: Bettys Diagnose (Fernsehserie, 2 Episoden)
- 2020: Unter uns (Fernsehserie, 2 Episoden)
- 2020: Wilsberg: Alles Lüge (Fernsehfilm)

## Hörspiele (Auswahl)
- 2018: François Pérache, Sabine Zovighian: Der Apfel fällt nicht weit vom Krieg (4 Teile) – Bearbeitung und Regie: Annika Erichsen (Original-Hörspiel – WDR)
- 2019: Sandra Doedter: False Memory. Kann man Erinnerungen manipulieren? (Buchhändler) – Regie: Thomas Leutzbach (Originalhörspiel, Kriminalhörspiel – WDR)

## Auszeichnungen
- 2008: Theaterfestival Ratingen 1. Jurypreis und Publikumspreis für Party mit totem Neger
- 2017: 1. Preis beim Label Maison du Film Paris für Paris 1969